# 松平斉斎
松平 斉斎（まつだいら なりとき）は、江戸時代後期の大名。出雲松江藩の第9代藩主。官位は従四位上・出羽守、左近衛権少将。雲州松平家9代。藩主在任中は松平 斉貴を名乗った。

## 生涯
文化12年（1815年）3月18日、第8代藩主・松平斉恒の長男として誕生。初名は直貴（なおたか/なおたけ）。文政5年（1822年）3月、父の死により同年5月23日に家督を継いだ。文政9年（1826年）2月25日、元服し、11代将軍・徳川家斉の偏諱を授かって斉貴（なりたか/なりたけ）に改名、藩主在任中はこの名を名乗る。従四位下に叙位、侍従に任官、出羽守を兼任する。幼年のため、家臣の塩見宅共と朝日重邦（朝日茂保の子）の後見を受けた。斉貴の代の松江藩は天保の大飢饉を始めとする天候不順や水害、さらには領内では火事など天災が相次ぐ多難の時代であった。ところが斉貴は幕府に12万両もの献金を行なった上、相撲や鷹狩などに興じて藩財政を極度に悪化させた。この間、天保9年（1836年）12月16日、左近衛権少将に転任する（出羽守は元のまま）。また弘化4年（1847年）9月23日、従四位上に昇叙し、左近衛権少将に転任する（出羽守は元のまま）。
嘉永6年（1853年）9月5日、藩財政の悪化により、家臣団の間で斉貴廃立の動きが表面化して、斉貴は強制的に隠居させられた（主君押込）。そして、美作国津山藩から迎えた婿養子の定安を新たな当主として擁立された。隠居後は諱を斉斎（なりとき）に改め、文久3年（1863年）3月14日、49歳で死去した。

## 系譜
- 父：松平斉恒（1791-1822）
- 母：八百
- 正室：光 - 鍋島斉直の娘
- 生母不明の子女
  - 長女：熈姫 - 光彩院、松平定安正室
  - 次女：堀田吉子（1854-1882） - 政姫、幾知子、堀田正倫正室
  - 男子：松平直応 - 松平定安の養子
- 養子
  - 男子：松平定安（1835-1882） - 松平斉孝の七男

## 関連書籍
- 篠田鉱造『増補 幕末百話』 （岩波文庫、1996年） ISBN 978-4-003-34691-4(「出羽の道楽隠居」の章)